# Menires da Pedra Escorregadia
Os Menires da Pedra Escorregadia são um conjunto de três menires, situado no concelho de Vila do Bispo, na região do Algarve, em Portugal.

## Descrição e história
Os menires possuem forma subcilíndrica ou troncocónica, todos executados em calcário branco. Apresentam dimensões diferentes, tendo o maior cerca de dois metros de altura. Este menir está decorado com uma faixa vertical relevada, com três elipses segmentadas por um cordão, igualmente em relevo. Um dos exemplares apresenta igualmente uma gravura incisa em forma de elipse, que é segmentada pelo eixo maior. Estão situados numa colina, a cerca de um quilómetro de distância de Vila do Bispo, no sentido Sudoeste, nas imediações da Estrada Nacional 268.
Foram provavelmente instalados nos finais do período neolítico, há cerca de três a quatro milénios a.C..
Os menires estão integrados num grupo de monumentos pré-históricos, conhecido como Conjunto de menires de Vila do Bispo, que também inclui as estruturas da Casa do Francês, Amantes I, Amantes II e Cerro do Camacho. Em 6 de Dezembro de 1979, o Serviço Regional de arqueologia da Zona Sul fez uma proposta para a classificação do conjunto, e em 6 de Junho de 1983 a Comissão Nacional Provisória de Arqueologia emitiu um parecer onde defendeu a sua classificação como Imóvel de Interesse Público. O despacho de homologação foi publicado em 6 de Julho de 1983, pelo Secretário de Estado da Cultura. Em Setembro de 2010, a Directora Regional de Cultura do Algarve, Dália Paulo, anunciou que tinha intenções de fechar os processos de classificação de dezassete imóveis da região até ao final do ano, que já tinham sido homologados como de Interesse Público ou nacional, faltando apenas o parecer final do Instituto de Gestão do Património Arquitectónico e Arqueológico, e a sua publicação em Diário da República. Entre os vários monumentos que iriam beneficiar da classificação definitiva incluia-se o Conjunto de menires de Vila do Bispo, medida que foi bem recebida pelo presidente da Câmara Municipal de Vila do Bispo, Adelino Soares, que considerou que iria reforçar «o valor megalítico do concelho», estando naquele período a serem inventariados outros agrupamentos de menires pelos serviços do município e pela Direcção Regional de Cultura. Adelino Soares avançou igualmente que no futuro poderia ser criado um roteiro megalítico, caso fossem melhorados os acessos.
Este monumento é regularmente visitado como partes de roteiros temáticos promovidos pela Câmara Municipal de Vila do Bispo. Por exemplo, em Setembro de 2015 organizou a Maratona Astro-Arqueológica nos Menires de Vila do Bispo, que combinou observações astronómicas com a visita a vários menires, incluindo os da Pedra Escorregadia. Faz igualmente parte do percurso À descoberta dos menires - Roteiro do Monte dos Amantes.

## Leitura recomendada
- VICENTE, Eduardo Prescott; MARTINS, Adolfo António da Silveira (1979). «Menires de Portugal». Ethnos (8). Lisboa. p. 107-138